# Boleslaw Szymanski
Boleslaw Karl Szymanski é um cientista da computação estadunidense nascido na Polônia. É professor do Instituto Politécnico Rensselaer.